# Explosión del puente de Crimea de 2022
La explosión del puente de Crimea fue un ataque ocurrido el 8 de octubre de 2022, durante la invasión rusa de Ucrania, a las 6:07 a. m., cuando se produjo un incendio en el Puente de Crimea como resultado de la explosión de un camión cargado de explosivos, que se produjo en la parte del puente dedicado al trasporte porla carretera, en dirección oeste que van desde Rusia hasta Kerch en Crimea. Dos tramos vehiculares de dos carriles del puente se derrumbaron en el agua. Dos carriles adyacentes en dirección este sobre una estructura separada sobrevivieron. El puente ferroviario también resultó dañado por un vagón cisterna que se incendió. Tras el incidente, el Comité de Investigación de Rusia inició una investigación.
El daño causado a la estructura del puente redujo la capacidad de transporte que se utiliza para abastecer a las tropas rusas. La explosión se produjo un día después del 70 cumpleaños del presidente ruso, Vladímir Putin, y una semana después del anuncio de la anexión de cuatro regiones ucranianas por parte de Rusia.
Según los medios estatales rusos, la explosión fue causada por un camión. Vladímir Konstantínov, presidente del Consejo Estatal de la República de Crimea, acusó a Ucrania de ser responsable del suceso. Tanto Ucrania y la OTAN no han emitido una declaración oficial sobre el incidente. Altos funcionarios ucranianos declararon anteriormente que el puente sería un objetivo legítimo para un ataque con misiles. Sin embargo, en julio de 2023, la viceministra de Defensa de Ucrania, Hanna Maliar, reconoció que Ucrania había llevado a cabo el ataque «para romper la logística de los rusos». En agosto de 2023, Vasyl Malyuk, jefe del Servicio de Seguridad de Ucrania, concedió una entrevista a La Nueva Voz de Ucrania en la que detalló cómo se utilizó un camión que transportaba explosivos para dañar el puente.
Funcionarios rusos y un «alto funcionario ucraniano» que hablaron con The New York Times afirmaron que la explosión se debió a una bomba cargada en un camión. La BBC dijo que era más probable que hubiera sido causado por un dron marítimo. El Servicio Federal de Seguridad ruso detuvo a cinco ciudadanos rusos y tres personas de Ucrania y Armenia, acusados de organizar el ataque.
El 17 de julio de 2023, el puente volvió a ser dañado por un ataque ucraniano. El 3 de junio de 2025, el Servicio de Seguridad de Ucrania afirmó haber detonado explosivos submarinos que dañaron gravemente los pilares que sostenían el puente. El puente se reabrió poco después y a las 19:00 hora local, el tráfico volvió a la normalidad.

## Antecedentes

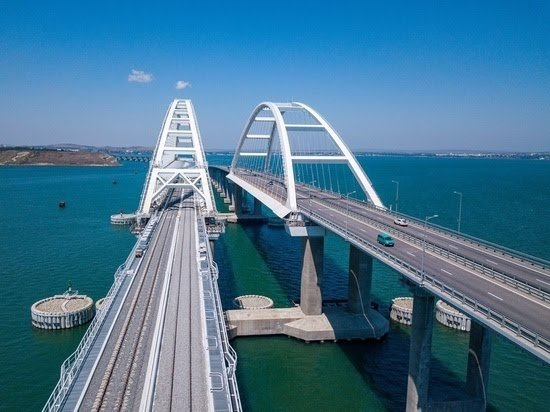
El puente de Crimea, fotografiado en agosto de 2019

El puente de Crimea es un par de puentes paralelos, uno por el que pasa una carretera de cuatro carriles y el otro por una vía férrea de doble vía, que cruzan el estrecho de Kerch entre Rusia, por el lado este, y Crimea, por el lado oeste. La construcción comenzó en febrero de 2016, tras la ocupación y anexión rusa de la península de Crimea en 2014. Las autoridades rusas calificaron la construcción del puente de Crimea de «misión histórica», una de las tareas clave para la «unificación final de Crimea con Rusia». En mayo de 2018 se abrió al tráfico el puente de carretera y en diciembre de 2019 entró en funcionamiento el puente ferroviario.
Durante la invasión rusa de Ucrania de 2022, ambos puentes se utilizaron para abastecer a las Fuerzas Armadas de Rusia en la campaña del sur de Ucrania. Aunque también se utilizaron otros métodos para suministrar recursos a Crimea, incluidos los puertos, el Puente de Crimea es una parte importante de la infraestructura de comunicación de la península.
Los funcionarios y militares ucranianos declararon repetidamente su intención de destruir el puente de Crimea, considerándolo un objetivo militar legítimo. En junio de 2022, el mayor general de las Fuerzas Armadas de Ucrania, Dmytro Marchenko, declaró que se convertiría en el «objetivo número uno» tan pronto como Ucrania tuviera armas para atacarlo. En abril de 2022, Dmitri Medvédev, expresidente y vicepresidente del Consejo de Seguridad de Rusia, declaró: «Uno de los generales ucranianos habló de la necesidad de atacar el puente de Crimea. Espero que comprenda cuál será el objetivo de la represalia». En agosto de 2022, el principal asesor presidencial ucraniano Myjailo Podolyak declaró a The Guardian: «Se trata de una construcción ilegal y la principal puerta de entrada para el suministro del ejército ruso en Crimea. Este tipo de instalaciones deben ser destruidas».

## Explosión
El 8 de octubre de 2022 a las 6:07 a.m. hora local, hubo una explosión en (o cerca de) los carriles del puente de la carretera, en dirección a la ciudad de Kerch, en Crimea. La explosión se produjo a mitad de camino entre el arco principal sobre el canal de navegación Kerch-Yenikale y la isla de Tuzla. El incendio provocó que tres de los cuatro tramos de un lado del puente cayeran al agua. El servicio de prensa de los Ferrocarriles de Crimea informó que a las 6:05 horas detectaron un error en el puente ferroviario y que un vagón contenedor de combustible se incendió en la cola de un tren de mercancías. El viento del norte arrojó llamas y humo hacia el mar Negro. Se paralizó el tráfico por carretera, ferrocarril y mar, lo que provocó que se formaran largas colas en la parte de tierra y en la que daba al mar. Las autoridades rusas no informaron inmediatamente de la explosión como un acto de sabotaje. El puente de la carretera se reabrió con un solo carril de tráfico ligero más tarde ese mismo día (con tráfico alternando en cada dirección) y algo de tráfico ferroviario.
En un principio se mencionaron dos posibles causas del incendio: la explosión de un vagón contenedor de combustible en el puente ferroviario y la explosión de un vehículo automotor, probablemente un camión, en el puente de la carretera. Según el Comité Nacional Antiterrorista de Rusia, la explosión de un camión provocó el incendio de siete contenedores ferroviarios de combustible. Nadie se atribuyó la responsabilidad de la explosión, pero los medios de comunicación ucranianos Ukrainska Pravda y UNIAN, citando sus propias fuentes, afirmaron que se trató de una operación del Servicio de Seguridad de Ucrania. The New York Times describió como un «alto funcionario ucraniano» dijo que «los servicios de inteligencia de Ucrania habían orquestado el ataque y que se trataba de una bomba cargada en un camión que cruzó el puente». Rusia afirmó que una bomba explotó mientras era transportada por un camión que iba a toda velocidad utilizando un dispositivo explosivo improvisado. Con indicios de que una explosión dañó directamente el puente de la carretera y que su explosión provocó un incendio en un tren en el puente ferroviario, la presencia de muchas chispas podría indicar el uso de termita, que arde a una temperatura lo suficientemente alta como para dañar el acero y encender el combustible inflamable en el tren.

## Impacto inmediato
La explosión mató a cinco personas, incluidas las que viajaban en un automóvil que se encontraba al lado del camión que trasportaba los explosivos.
Siete camiones cisterna de un tren de 59 vagones con destino a la península de Crimea se incendiaron debido a la explosión. Con el cierre del puente, se hizo más difícil para los residentes locales salir de Crimea, con colas de coches de 5 kilómetros de largo, aunque quedaban otras vías de comunicación, incluidos los puertos. Más de 100 camiones esperaban a ambos lados para utilizar el pequeño ferry, que transportaba dieciséis camiones a la vez. El tráfico marítimo se vio obstaculizado, ya que docenas de barcos esperaban a ambos lados del puente. El alcalde de Sebastopol, Mijaíl Razvozhayev, inicialmente impuso restricciones a la venta de alimentos y prohibió la venta de combustible en bidones, pero rescindió estas medidas aproximadamente una hora después, diciendo que las líneas de suministro eran suficientes.

## Daños estructurales en el puente
Tres tramos de la plataforma de la calzada en el lado en dirección a Kerch resultaron dañados y dos de ellos se derrumbaron al agua. En los videos y las imágenes por satélite se observó una decoloración considerable de las vigas del puente ferroviario. Dos expertos en seguridad de puentes e ingeniería de explosiones consideran probable que el incendio de combustible haya debilitado las vigas que sostienen el puente ferroviario. El puente ferroviario soporta una vía doble y Rusia reanudó el tráfico en la vía distinta por la que viajaban los camiones cisterna de combustible que se incendiaron con la explosión. El Ministerio de Transporte de Rusia informó que al día siguiente todos los trenes de carga y de pasajeros de larga distancia funcionaban según lo previsto.

## Consecuencias

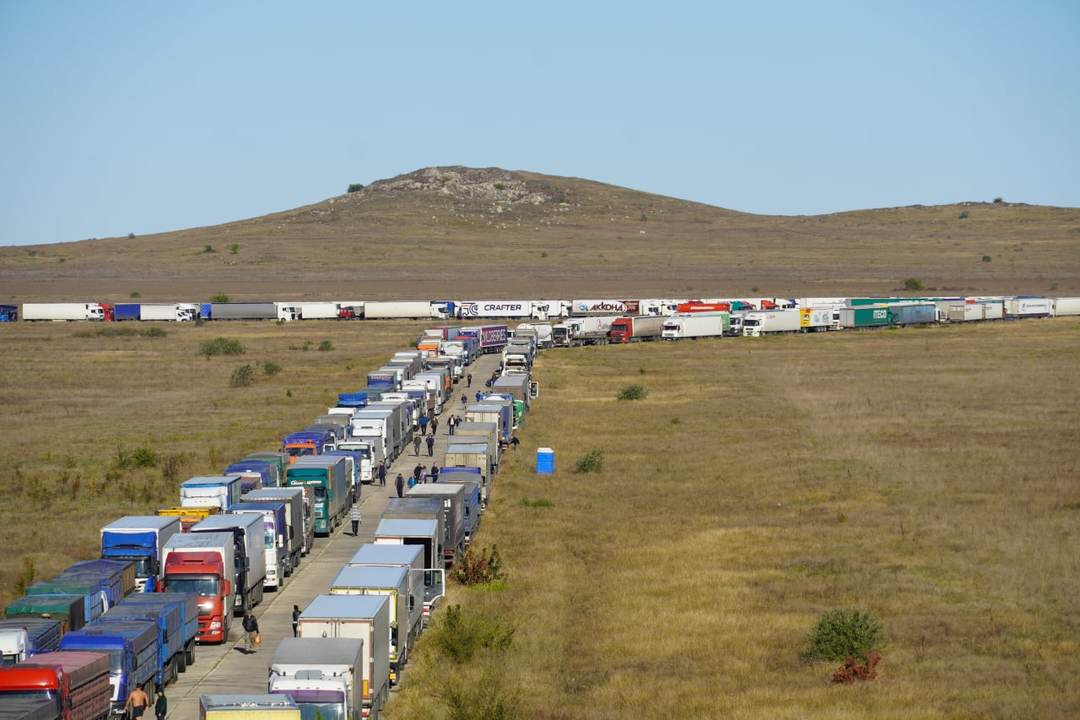
Una cola de camiones cerca del estrecho de Kerch tras la explosión en octubre de 2022

El Ministerio de Transporte de la Federación Rusa anunció que se relanzaba el servicio de transbordador que cruza el estrecho de Kerch, que funcionaba antes de la construcción del puente de Crimea.
El puente de Crimea es una parte importante de la conexión de transporte entre Rusia y la Crimea ocupada para el teatro de operaciones del sur de la guerra ruso-ucraniana. Además, con el cierre del puente, se vuelve más difícil para los residentes locales salir de Crimea, quedando solo las rutas marítimas a través de los diferentes puertos. El New York Times informó que el daño crearía obstáculos logísticos temporales para los movimientos militares rusos, pero que el puente ferroviario podría transportar equipo militar pesado.
El 8 de octubre, el Ministerio de Asuntos Exteriores de Rusia publicó un vídeo que muestra que el puente fue reabierto parcialmente a los vehículos ligeros. Los camiones tuvieron que tomar el ferry, mientras que los trenes se reanudaron, según los medios estatales rusos. Una semana después, cientos de camiones esperaban entre tres y cuatro días para poder utilizar el ferry.
Putin ordenó que la seguridad del puente quedara bajo el control del Servicio Federal de Seguridad de Rusia (FSB). El vice primer ministro ruso Marat Jusnulin dijo que las partes dañadas del puente serían desmanteladas y que las reparaciones comenzarían de inmediato. El 9 de octubre, los buzos inspeccionaron la estructura del puente para detectar posibles daños bajo el agua. El gobierno ruso ordenó que las reparaciones se completaran en julio de 2023.
El 9 de noviembre de 2022, el Ministerio de Defensa del Reino Unido publicó una actualización de inteligencia en la que decía: «Los esfuerzos rusos para reparar el puente de Crimea continúan, pero es poco probable que esté completamente operativo hasta al menos septiembre de 2023». Según la inteligencia británica, el puente de carretera se cerró el 8 de noviembre de 2022 para permitir el movimiento y la instalación de un espacio de reemplazo de 64 metros. Se necesitarán tres tramos más para reemplazar las secciones dañadas. «Aunque los funcionarios de Crimea han afirmado que estos tramos adicionales estarán en su lugar el 20 de diciembre, en una reunión informativa proporcionada al presidente Putin se agregó que las obras en la otra calzada causarán interrupciones en el tráfico vial hasta marzo de 2023».
El puente de la carretera se reabrió por completo el 23 de febrero de 2023, según un comunicado de Jusnullin. El 5 de mayo, el vice primer ministro también anunció que el puente ferroviario había sido reabierto por completo.

### Efecto sobre las fuerzas rusas

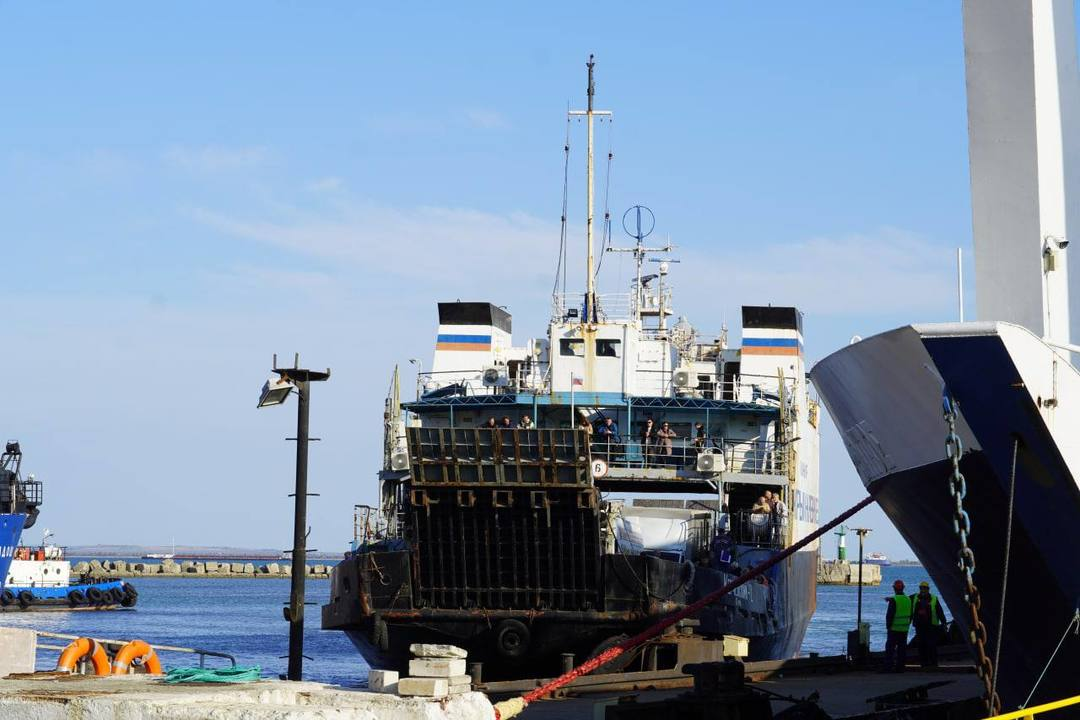
Ferry utilizado para cruzar el estrecho de Kerch, durante los trabajos de reparación del puente

Las fuerzas rusas han visto obstaculizada su logística por la explosión en el puente. Según el Ministerio de Defensa del Reino Unido, la «capacidad de transporte se verá gravemente afectada» sobre el puente. Las reparaciones comenzaron la noche del 8 de octubre y el tráfico de automóviles y trenes se reanudó casi de inmediato. Los camiones tuvieron que usar transbordadores, sin embargo, solo un carril del puente quedó completamente destruido. «Es costumbre en el ejército ruso que casi todos los suministros se trasladen en trenes». La dependencia rusa del ferrocarril para mover equipo militar significa que el tráfico de camiones no es la principal preocupación. También hay un corredor terrestre a lo largo de la costa del sur de Ucrania, aunque este tiene un mayor riesgo de ataque.

### Efectos sobre el Gobierno ruso
La naturaleza simbólica de la destrucción no es menos importante para el Kremlin. La apertura del puente en 2018 fue considerada uno de los mayores logros de Vladímir Putin. Después de la invasión rusa de 2022, la estructura fue uno de los objetos más protegidos. Una semana antes de la explosión, se firmó un decreto sobre la anexión de cuatro regiones ucranianas por parte de Rusia, después de lo cual Rusia continuó amenazando a Ucrania con armas nucleares en caso de un ataque contra objetivos en los territorios anexados.
El 10 de octubre, Rusia lanzó una serie de ataques masivos con misiles contra Kiev y otras ciudades ucranianas.

## Investigación
Por orden de Putin, se creó una comisión especial para investigar las circunstancias de la explosión, que incluía a representantes del Ministerio de Situaciones de Emergencia, el Ministerio de Transporte, el Servicio Federal de Seguridad, el Ministerio del Interior y la Guardia Nacional de Rusia. El Comité de Investigación abrió una investigación penal sobre la explosión.
Representantes de los servicios especiales llamaron la atención sobre los trabajos del siguiente turno, en el que se perdió el camión con explosivos, a pesar de los complejos instalados en la entrada del puente para vigilar carga sospechosa. Según el Comité de Investigación de Rusia, tres personas murieron como consecuencia de la explosión, incluido un hombre y una mujer en un automóvil junto al camión.
El Comité Nacional Antiterrorista de Rusia informó:

A las 06:07 hora de Moscú (03:07 GMT) de hoy, se produjo una explosión en un vehículo de carga en la parte de la autopista del puente de Crimea, en el lado de la península de Tamán, que provocó el incendio de siete tanques de combustible de un tren que se dirigía a la península de Crimea. Dos secciones de la autopista del puente se derrumbaron parcialmente.

El 10 de octubre, el investigador jefe ruso, Aleksander Bastrikin, informó que se había establecido la ruta del camión. Al día siguiente, el FSB reveló que cinco rusos y tres personas de Ucrania y/o Armenia habían sido detenidos. Un ciudadano ucraniano implicado en la planificación de otro atentado en Briansk estaba, según el FSB, «cooperando con la investigación». Los explosivos (22 770 kilogramos) fueron transportados en 22 palés en el camión. Los explosivos fueron cargados en le puerto ucraniano de Odesa a principios de agosto y enviados a través de Bulgaria, Armenia y Georgia a Rusia. El 7 de octubre, fueron cargados en un camión ruso con destino a Simferópol. El FSB publicó un vídeo de rayos X que muestra lo que dijeron que era el camión cargado con explosivos. En contraste con las fotos del puesto de control del puente publicadas anteriormente, al camión radiografiado le faltaba una rueda de repuesto y uno de los ejes.
El 21 de abril de 2023, el Tribunal del Distrito de Lefórtovo en Moscú emitió una orden de arresto contra Kyrylo Budánov, el jefe de la Inteligencia militar ucraniana, en relación con la explosión del puente de octubre de 2022. Budánov respondió a la orden diciendo: «Estoy satisfecho. Es un buen indicador de nuestro trabajo y prometo trabajar aún mejor».

## Reacciones

### Ucrania

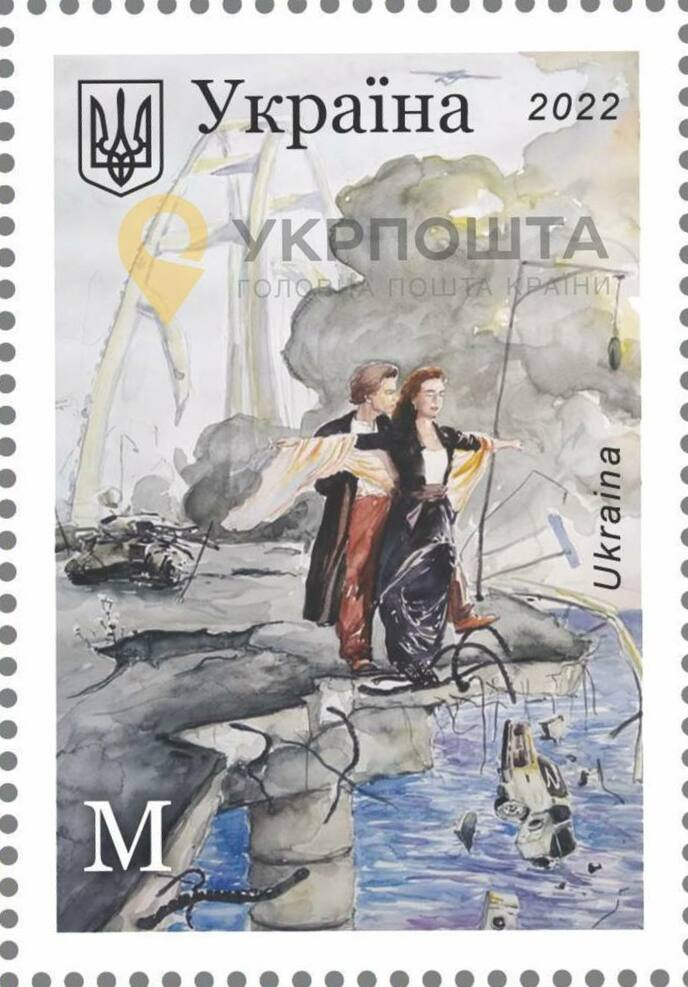
Sello postal ucraniano emitido en octubre de 2022 ("¡El puente de Crimea de nuevo!")

«Quemaduras enfermizas», escribió en Twitter el gobierno ucraniano en respuesta al incendio, mientras que Myjailo Podolyak, el principal asesor presidencial ucraniano, afirmó que el ataque al puente fue un precursor de la derrota de Rusia en la guerra: «Crimea, un puente, el comienzo. Todo lo ilegal debe ser destruido, todo lo robado debe ser devuelto a Ucrania [...]» El Ministerio de Defensa de Ucrania comparó el ataque con el hundimiento del crucero Moskvá y escribió: «El crucero de misiles guiados Moskva y el puente Kerch, dos símbolos notorios del poder ruso en la Crimea ucraniana, se han hundido. ¿Qué sigue, russkies (rusos)?».
El director de Ukrposhta, Igor Smilianskyi, anunció el lanzamiento de una nueva serie de sellos postales dedicada al evento. Oleksiy Danilov, jefe del Consejo de Seguridad Nacional y Defensa, publicó un video del puente en las redes sociales, junto con un video de 1962 de Marilyn Monroe cantando «Happy Birthday, Mr. President» al presidente de los Estados Unidos, John F. Kennedy. La explosión ocurrió un día después del 70.º cumpleaños del presidente ruso, Vladímir Putin.
El presidente ucraniano, Volodimir Zelenski, dijo durante su discurso nocturno: «Hoy no fue un mal día y estuvo mayormente soleado en el territorio de nuestro estado. Desafortunadamente, estaba nublado en Crimea. Aunque también hizo calor».

### Rusia
Las autoridades rusas en Crimea culparon a Ucrania del ataque. Una portavoz del Ministerio de Asuntos Exteriores de la Federación de Rusia acusó al «régimen de Kiev de terrorismo, y el diputado de la Duma Estatal, Andréi Gurulyov (Rusia Unida), pidió una respuesta contundente. El jefe de la República de Crimea, Serguéi Aksiónov, expresó su deseo de venganza y habló sobre la comida y el combustible, señalando que «la situación es manejable, es desagradable, pero no fatal».
El 9 de octubre, Putin declaró: «No hay duda. Se trata de un acto de terrorismo cuyo objetivo es destruir infraestructuras civiles de importancia crítica [...]. Fue ideado, ejecutado y ordenado por los servicios especiales ucranianos». El presentador de televisión ruso, Vladímir Soloviov, instó a realizar ataques de represalia en toda Ucrania contra «puentes, presas, ferrocarriles, centrales térmicas y otras instalaciones de infraestructura».